# Setodes chandrakita
Setodes chandrakita är en nattsländeart som beskrevs av Schmid 1987. Setodes chandrakita ingår i släktet Setodes och familjen långhornssländor. Inga underarter finns listade i Catalogue of Life.